# 栢山站 (韓國)
栢山站（：／ Baeksan yeok */?）是位于韩国江原道太白市黃蓮洞的一座鐵路站，属于嶺東線和太白線。

## 历史
- 1959年12月1日 - 落成使用[1]。

## 相鄰車站
韓國鐵道公社
嶺東線
鐵岩－栢山－東栢山
太白線
文曲－栢山